# Креверд
Креверд (нід. Krewerd, нід. вимова: [ˈkreːʋərt]) — село в нідерландській провінції Гронінген. Входить до складу муніципалітету Емсделта.
Його площа становить 0,07км², а населення станом на 2021 рік складало 75 осіб.
Перша згадка про населений пункт датується 1280-им роком. У місцевій церкві зберігся діючий орган 1531-го року побудови.

## Галерея

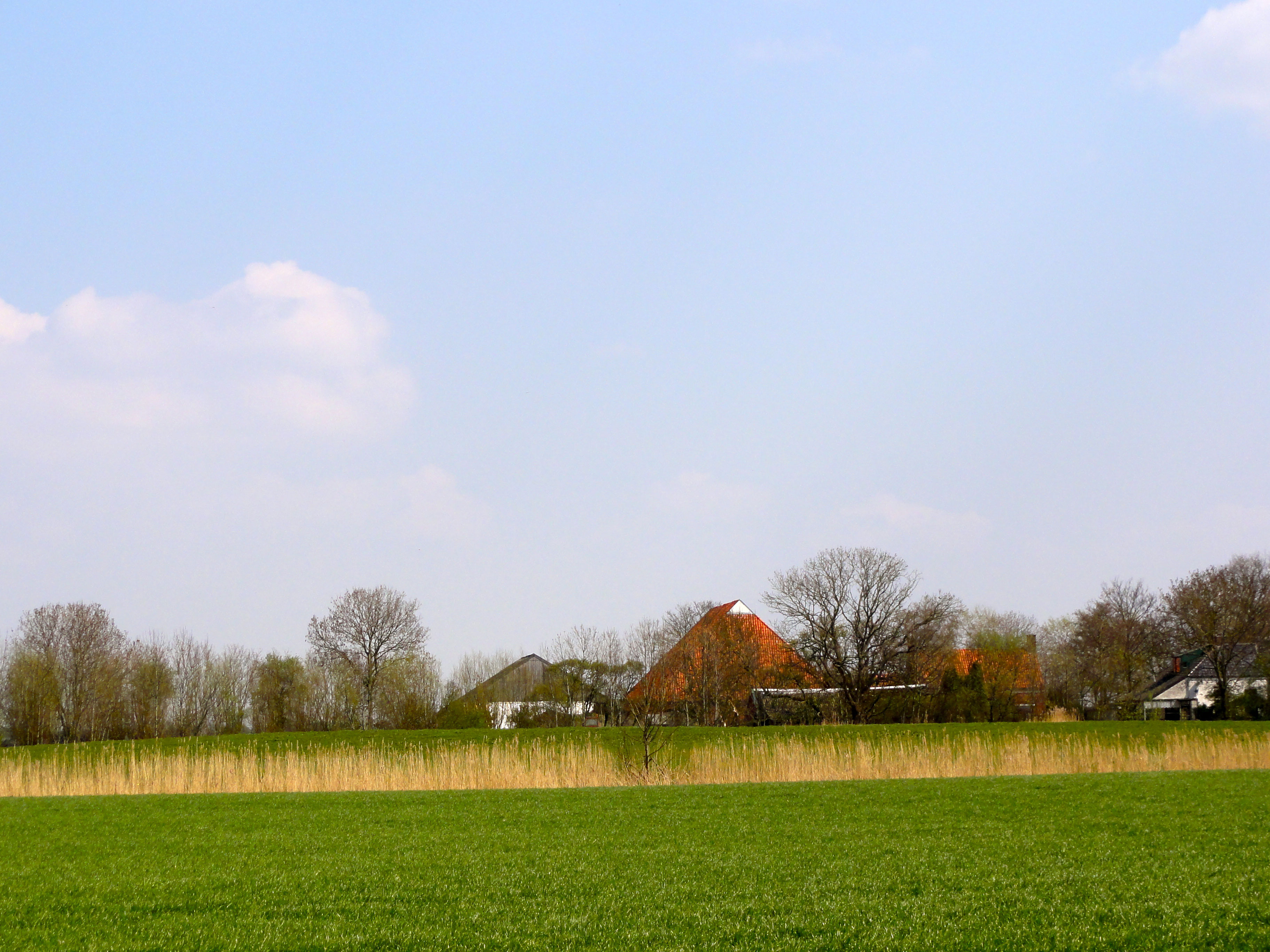
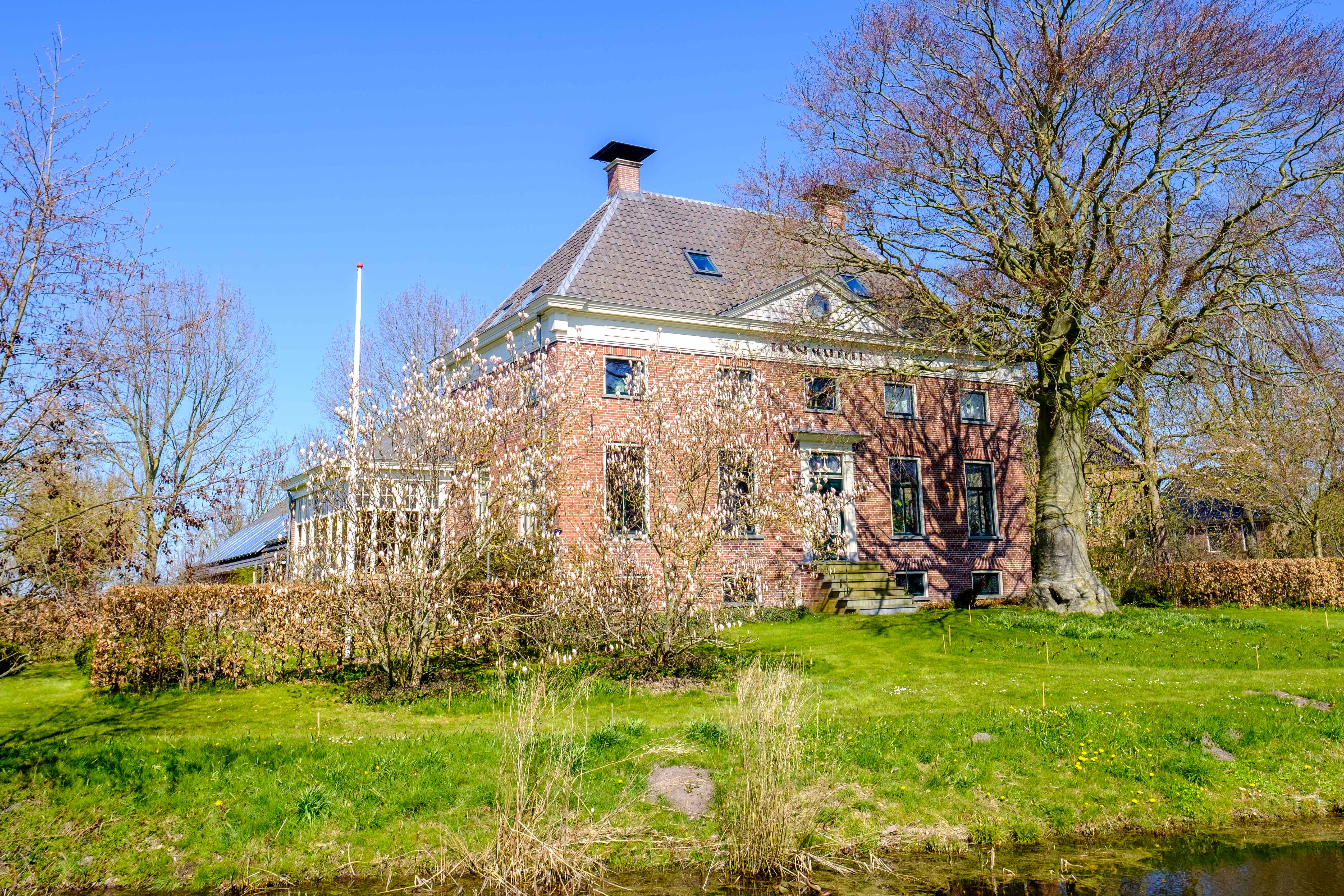
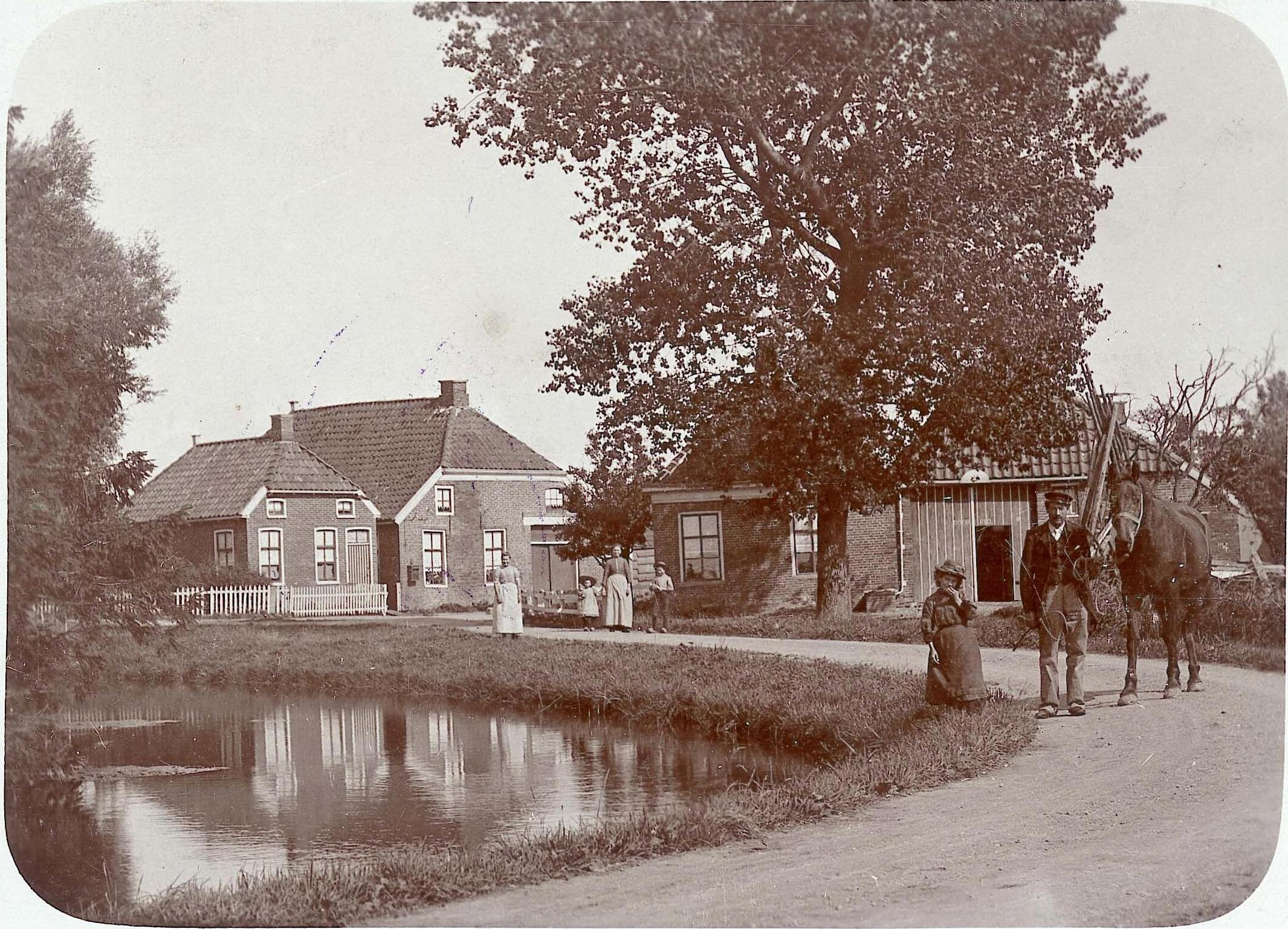